# Hippospongia galea
Hippospongia galea är en svampdjursart som först beskrevs av Lendenfeld 1886.  Hippospongia galea ingår i släktet Hippospongia och familjen Spongiidae. Inga underarter finns listade i Catalogue of Life.